# Amontada
Amontada is een gemeente in de Braziliaanse deelstaat Ceará. De gemeente telt 40.198 inwoners (schatting 2009).

## Aangrenzende gemeenten
De gemeente grenst aan Itapipoca, Itarema, Miraíma, Morrinhos, Santana do Acaraú en de Atlantische Oceaan.